# 澳大利亚皇家空军廷德尔基地
澳大利亚皇家空军廷德尔基地（英語：RAAF Base Tindal）是位于澳大利亚北领地凱瑟琳东南8海里（15；9.2英里）的一座澳大利亚皇家空军空军基地。这个基地是澳大利亚皇家空军第75中队以及几个非飞行单元的驻地，也以“凯瑟琳·廷德尔机场”的名称作为民用机场运作。机场最初建于1942年，并在1960年作为皇家空军基地得到翻修。1989年作为空军基地开放。75中队目前在这座基地运作F-35閃電II戰鬥機。